# 2360 Волго-Дон
2360 Волго-Дон (2360 Volgo-Don) — астероїд головного поясу, відкритий 2 листопада 1975 року.
Тіссеранів параметр щодо Юпітера — 3,351.